# 张亚勤
张亚勤（1966年1月7日—），男，山西太原人，美籍华裔计算机科学家。现任清华大学“智能科学”讲席教授、智能产业研究院院长，同时是中国工程院外籍院士、美国艺术与科学院院士、澳大利亚国家工程院院士、国际欧亚科学院院士、IEEE Fellow。曾任百度公司总裁，微软公司全球资深副总裁、微软中国研发集团主席、微软亚洲研究院院长及微软（中国）有限公司董事长。

## 个人经历
张亚勤出生于中国山西省太原市，1978年（时年12岁）考入中国科学技术大学少年班，與寧鉑是同學。1983年获得中国科学技术大学电子工程专业学士学位，1985年获得中国科学技术大学电子工程专业硕士学位，1986年赴美深造，1989年获得美国乔治华盛顿大学电子工程专业博士学位，1997年成为电气电子工程师协会会士（IEEE Fellow），成为历史上获得这一荣誉最年轻的科学家。
1999年1月，张亚勤出任微软中国研究院副院长和首席科学家，2000年8月出任院长，2004年1月7日升任微软公司全球资深副总裁，负责微软移动通讯部。2006年1月18日，微软中国研发集团（Microsoft China Research & Development Group）宣布成立，张亚勤出任集团主席。
2004年获得IEEE颁发的“产业先锋奖”（IEEE Industry Pioneer Award）。
2014年9月，张亚勤任百度公司总裁。同时于香港科技大学兼任教授。
2017年獲得澳大利亚国家工程院（ATSE）院士，也是该年度授予的唯一外籍院士。
2019年3月成为百度高管退休计划的首位申请者，将于同年10月退休。
2019年4月，美国文理科学院（美国艺术与科学院）公布了2019年当选的院士名单，张亚勤博士当选为该院数学、物理和工程学部院，是当年度计算机科学当选的唯一的华人科学家。
2019年10月，张亚勤从百度公司退休。
2019年12月31日，张亚勤受聘清华大学“智能科学”讲席教授，并负责牵头筹建清华大学智能产业研究院（AIR）。
2021年11月18日，张亚勤当选中国工程院外籍院士。

## 个人荣誉
2025年6月9日，获得中国政府友谊奖。